# Operacija Albia
Operacija "Albia" je naziv za pokušaj čišćenja partizanskih snaga (bataljona "Josip Jurčević") kojeg su talijanska vojska i Četnici proveli krajem kolovoza 1942.
Tijekom operacije četnici su izvršili mnogo zločina i spalili više sela, od tih je najmasovniji pokolj u Zabiokovlju 29. kolovoza 1942.

## Operativno stanje prije operacije
Djelovanjem partizanskih jedinica na području Bosne i Hercegovine u području Livno - Duvno (današnji Tomislavgrad) - Kupres - Bugojno do kolovoza 1942. godine stvoreno je veliko područje pod nadzorom partizanskih snaga. Time su stvoreni uvjeti za povezivanje Udarne grupe Vrhovnog štaba s partizanskim postrojbama Bosanske krajine, Hercegovine, Dalmacije i drugih područja Hrvatske.
Partizanski bataljun (bojna) "Josip Jurčević" je u to vrijeme imao 720 boraca i pod nadzorom je držao područje od Cetine do Neretve, osim talijanskih i ustaških uporišta u primorju i na komunikacijama Omiš - Imotski, Makarska - Vrgorac i Metković - Čapljina. Partizanske baze su bile uglavnom u zabačenim i nepristupačnim selima i zaseocima planina Biokovo i Rilić, ali i u napuštenim štalama i priručnim skloništima Biokova. Partizanske snage na Braču, Hvaru i Korčuli su nadzirale veći dio tih otoka.
Na obalnom pojasu Biokova, u Makarskoj, Vrgorcu, Imotskom i na Vrulji nalazili su se manji dijelovi divizije "Bergamo", a dva puka divizije "Messina" držali su Ploče, Metković i Čapljinu osiguravajući željezničku prugu. Plovne postrojbe Južnog pomorskog sektora (dvije torpiljarke, jedan eskortni brod, četiri manja carinska broda i dva torpedna čamca) osiguravali su pomorski promet i opskrbu talijanskih i ustaških garnizona na ovom području.
Ustaške snage su bile znatno slabije. Oružnička satnija Velike župe Cetina bila je raspoređena po postajama u Imotskom, Makarskoj i Omišu, a po jedna bojna 4. domobranske pukovnije nalazile su se u Čapljini i Metkoviću. Osim toga, značajne snage seoske ustaške milicije bile su u Imotskom i Metkoviću.
Zbog učestalih akcija partizanskih postrojbi na kopnu i moru bio je znatno poremećen promet talijanskom okupatoru, a postojala je opasnost da se narod toga kraja u još većem broju pridruži partizanima i sasvim ugrozi ustašku i talijansku vlast u tom području te da se partizanski pokret proširi na srednju Dalmaciju i zapadnu Hercegovinu. Stoga je talijansko Više zapovjedništvo oružanih snaga "Slovenija - Dalmacija" (Supersolda - 'Slovenia-Dalmazia') odlučilo poduzeti vojne mjere kako bi se povratilo izgubljene pozicije i spriječilo daljnje širenje partizanskog utjecaja i organiziranja.

## Planiranje operacije
Zadaća čišćenja planine Biokovo od partizanskih snaga povjerena je Stožeru 6. korpusa (sjedište u Dubrovniku), koji je 6. kolovoza 1942. u najvećoj tajnosti započeo pripreme za napad na područje južne Dalmacije.
Plan napada pod nazivom "Albia" izradio je zapovjednik korpusa general Renzo Dalmazzo sa svojim stožerom, a odobrilo ga je Više zapovjedništvo oružanih snaga "Slovenija - Dalmacija" (zapovjednik general Mario Roatta). Područje operacije je bilo ograničeno rijekama Cetinom (na zapadu) i Neretvom (na istoku), na jugu obalnim rubom između tih dviju rijeka te na sjeveru crtom od Ciste Provo pa preko Studenaca, Imotskog, sela Bijača (kod Ljubuškog), Novih Sela, Vida pa sve do Metkovića. Cilj operacije je bio da se brzim i iznenadnim napadom opkole i unište partizanske jedinice na tom području.
Za izvođenje operacije "Albia" angažirani su raspoloživi dijelovi divizije "Bergamo" iz sastava 18. korpusa (sjedište u Splitu) i dijelovi divizije "Messina" iz sastava 6. korpusa (sjedište u Dubrovniku). Osim toga, u ovoj operaciji su sudjelovali i hercegovački četnici s područja Stolac - Nevesinje - Gacko te neke postrojbe seoske milicije iz Dusine kod Vrgorca. Zanimljivo je to što u ovoj operaciji nisu sudjelovale oružane snage Nezavisne Države Hrvatske (ustaše i domobrani), iako se je cijela operacija odvijala na teritoriju koji je, u skladu s Rimskim ugovorima, pripadao NDH.
Operaciju je trebalo provesti u dvije faze.

### Prva faza
Dijelovi divizije "Bergamo" su, u razdoblju od 16. do 27. kolovoza 1942. godine, trebali obaviti čišćenje područja planine Biokovo, a dijelovi divizije  "Messina" čišćenje četverokuta Vrgorac - Metković - Ploče - Zaostrog. Te jedinice su do 27. kolovoza sa sjeverozapada trebale dostići crtu selo Kozica (zaselak Rodić) - Biluša (k.800) - k.697 (2 km istočno od Drašnica) - sv. Stjepan (jugoistočno od Drašnica), a s jugoistoka crtu selo Kokorići - Grlica - k.865 - Zaostrog.

### Druga faza
U drugoj fazi je trebalo opkoliti i uništiti partizanski bataljun "Josip Jurčević" na području Brikva - V. Kapela - Sokolić. Za to vrijeme talijanske plovne postrojbe su trebale onemogućiti prebacivanje partizana na otoke Hvar ili Brač.

## Tijek operacije
Prije otpočinjanja operacije zapovjedništvo pješačke divizije "Bergamo" je dio svojih snaga uputilo u područje Ciste Provo i Lovreća kako bi spriječile prodor partizanskih postrojba iz Prve proleterske brigade i Srednjodalmatinskog odreda na jug prema Zadvarju i Zagvozdu.
Napad Talijana je započeo već 11. kolovoza 1942. godine kada je 2. bataljun 26. pješačkog puka divizije "Bergamo", zajedno s tenkovskom satnijom, započeo "čišćenje" područja između Šestanovca i Grabovca nastavivši s tenkovima prema Zagvozdu kojega su partizani bili zauzeli 9. kolovoza. Međutim, dijelovi bataljuna "Josip Jurčević" su ih dočekali kod zaseoka Svaguše (k.457) i onemogućili im daljnji prodor. Sutradan, 12. kolovoza, nakon ponovljenih napada, talijani su prodrli prema Zagvozdu, a partizani su se povukli u područje Vlake (brdo na Biokovu južno od zaselaka Milići i Lovrinčevići). Toga dana zapovjedništvo divizije "Bergamo" je, sa zadaćom čišćenja, iz Šestanovca prema Lovreću poslalo 59. bojnu crnih košulja koje su u Lovreću naišle na otpor dijela Srednjodalmatinskog odreda i 2. bataljuna Prve proleterske brigade.
14. kolovoza Talijani su iz poduzimali samo izvidničke aktivnosti prema Imotskom i pritom palili kuće i zatočili nekoliko osoba, a 15. kolovoza su topničkom vatrom (105 mm) tukli položaje na Biokovu za koje su pretpostavljali da se na njima nalaze partizanski položaji (Oštri Vrh, Proždorac, Sv. Jure i još neka područja srednjeg dijela Biokova). Istoga dana je talijansko zrakoplovstvo bombardiralo zaseoke Katavići i Pivčevići iznad sela Zavojane.
Zbog snažne borbe na području Lovreć – Studenci dijelovi divizije "Bergamo" nisu mogli 16. kolovoza izvršiti planirani napad svim snagama na sjeverozapadni dio Biokova, a napredovanje talijanskih snaga, koje su prethodno zauzele Zagvozd, prema selu Župa, iako potpomagano topništvom i zrakoplovstvom, bilo je onemogućeno jakim otporom dijelova bataljuna "Josip Jurčević".
Istoga dana (16. kolovoza) dijelovi divizije "Messina" i četnici su s jugoistoka započeli "čišćenje" četverokuta Vrgorac – Metković – Ploče – Zaostrog.
17. i 18. kolovoza situacija sjeverno od Biokova se nije povoljno razvijala za Talijane, zbog čega su 18. kolovoza uveli svježe snage na pravcu Šestanovac – Lovreć (29. bojna Crnih košulja). Poslije jače borbe dijelovi Srednjodalmatinskog odreda i 2. bataljun Prve proleterske brigade su se povukli na sjever.
Nakon manjih borbi s 3. četom bataljuna "Josip Jurčević", dijelovi divizije "Messina" su 20. kolovoza ušli u sela Pasičina i Trnova, a 20./21. kolovoza 3. četa bataljuna "Josip Jurčević" je napala četnike kod sela Staševica. Toga dana (20. kolovoza) talijansko zrakoplovstvo je bombardiralo sela Gradac, Turjak i Malovan.
21. kolovoza Talijani su uputili ojačanu satniju iz Zagvozda koja se je, iako je naišla na otpor dijelova bataljuna "Josip Jurčević" u zaselku Mlikote, uspjela probili do Imotskog. Talijansko zrakoplovstvo je i toga dana bilo aktivno napadajući prijevoj Turija (na cesti Zagvozd - Župa i neka druga područja).
Nakon što su stabilizirali stanje u području Lovreća, Talijani su 2. i 3. bojnu 26. puka divizije "Bergamo" uputili u Zagvozd, odakle su 22. kolovoza krenuli u čišćenje u pravcu sela Krstatice. Međutim, dijelovi bataljuna "Josip Jurčević" su ih napali s padina Gradine (tt 868) i primorali na povlačenje. Istovremeno, talijansko zrakoplovstvo je bombardiralo prijevoj Turija i prijevoj Sv. Ilija na cesti Makarska – Tučepi – Kozica.
Do 26. kolovoza talijanske snage su dostigle planirane položaje, nakon čega su postrojbe divizije "Bergamo" nastavile u dvije kolone: desna (dijelovi 25. pješačkog puka) pravcem Makarska – Tučepi – Podgora – Drašnice – Igrane, s ogrankom i jačim snagama u pravcu Tučepi – Kozica, a lijeva (dijelovi 26. pješačkog puka) pravcem Zagvozd - Lovrinčevići - Turija - Župa - Rašćane - Kozica.
Toga dana (26. kolovoza) talijanske snage su dobile zapovijed za završnu fazu operacije. Postrojbe divizije "Messina" i četnici su trebali očistiti područje Vlaka – Brikva – Kljenak, a postrojbe divizije "Bergamo" su trebale napredovati pravcem Lovrinčevići – Kozica, odnosno Tučepi - Kozica kako bi spriječili izvlačenje partizana prema sjeveru ili duž obale prema otocima.
Talijani su 26. kolovoza, uz podršku topništva i zrakoplovstva, stalno pokušavali ovladati prijevojima Turija i Staza (na cesti Tučepi - Kozica), ali im to nije uspjelo zbog jakog otpora 3. čete bataljuna "Josip Jurčević".
27. kolovoza talijanske snage su na oba pravca žestoko napadale. Partizanskoj Omladinskoj četi zapovjeđeno povlačenje prema vrhu Sveti Jure (tt 1762) kako bi branila prilaze tome vrhu i osigurala vezu u slučaju povlačenja prema Bosni. U međuvremenu Talijani su ovladali prijevojem Turija, a time i komunikacijom Zagvozd - Župa - Rašćane - Kozica. Pritom je poginulo 24, a ranjeno 10 partizana. Na ostalim pravcima Talijani nisu postigli nikakav uspjeh.
29. kolovoza, a po zapovijedi Štaba zone, glavnina bataljuna "Josip Jurčević" (650 partizana) se je bez borbe i gubitaka probila kroz talijanske položaje kod sela Grabovac i došla u područje Aržana. Treća četa "Vid Mihaljević" se nije uspjela izvući s glavninom zbog čega je podijeljena u manje skupine koje su se probile na istočni dio Biokova. Pored ove čete, štab bataljuna je na Biokovu ostavio još 20 partizana s ciljem mobilizacije novih boraca i formiranja novih partizanskih postrojba.
Tako završna faza operacije "Albia" nije ostvarila zadani cilj.

## Stanje nakon operacije
Zapovjednik Višeg zapovjedništva oružanih snaga "Slovenija - Dalmacija", general Mario Roatta u svom proglasu nakon operacije kaže:
"Operacije protiv komunističkih ustanika „Biokova“, koje su odvažne trupe divizija „Bergamo“ i „Mesina“ i formacije antikomunističke dobrovoljačke milicije pod našim zapovjedništvom danas pobjednički zaključile, poslije nekoliko dana žestoke borbe, bile su vođene i razvijale su se na zaista sjajan način.
Uporni otpor spremnog i dobro naoružanog neprijatelja, velike teškoće zbog neprohodnog terena, nisu mogle zaustaviti polet, niti umanjiti hrabrost postrojba.
Postignuti rezultati su od takvog značaja da se protivničke formacije mogu smatrati uništenima …"
Prema talijanskim podacima divizija "Bergamo" je imala 16 mrtvih i 39 ranjenih,  divizija "Messina" jednog mrtvog i dva ranjena, a četnici 38 mrtvih, 39 ranjenih i 50 nestalih.
Talijani, a posebno četnici su tijekom te, do tada (po broju snaga i vremenu trajanja) najveće operacije, počinili masovne zločine nad nedužnim stanovništvom. Bombardiranjem iz zraka, topničkom vatrom, paljenjem i pljačkom dobrim dijelom su uništeni Vrgorac, Draževitići, Umčani, Ravča, Zavojane, Slivno, Ravno, Bili Vir, Pasičina, Plina, Podgora, Živogošće, Igrane, Grabovac, Zagvozd, Cista Provo, Lovreć, Krstatice i Podstranje, a posebno, zahvaljujući četničkom divljanju, sela Rašćane, Kozica, Vlaka i Dragljane. Hercegovačke četnike je u prostor tih sela dovela talijanska vojska svojim kamionima.
Nakon povlačenja talijanskih snaga s Biokova, preostale partizanske skupine ponovno su se okupile u području zaselka Šošići (Gornje Igrane), a uskoro su počeli pristizati novi borci iz sela Kozica, Dragljane, Ravča, Kljenak, Rašćane, Župa, Zagvozd i drugih. Od tih preostalih skupina i novopristiglih boraca 15. rujna 1942. godine formiran je novi bataljun "Josip Jurčević" s ukupno 160 partizana. Ta činjenica pokazuje da operacija "Albia" nije postigla očekivane rezultate.

## Izvještaj četničkog majora Bačovića
Četnike - koje su Talijani u svojoj okupacijskoj zoni koja je sezala do iznad Mostara naoružavali, hranili i plaćali - prevezeni su talijanskim vojnim kamionima. Četnički major Petar Bačević u izvještaju "đeneralu" Draži Mihailoviću piše:
“Vratio sam se sa puta po Hercegovini. Četiri naša bataljona, oko 900 ljudi, krenuli su 30. avgusta preko Ljubuškog, Imotskog i Podgore i izbili kod Makarske na more. Sedamnaest sela spaljeno, 900 ustaša ubijeno, nekoliko katoličkih sveštenika živo odrano. Prvi put posle sloma poboli srpsku zastavu u more i klicali kralju i Draži. Naši gubici minimalni.”
Već 3. rujna Draža Mihailović odgovara Baćoviću:
“Zadovoljan sam sa vašim izveštajem o izbijanju na more. Iskoristite ovu akciju da se postavi siguran kanal za vezu sa Dinarskom divizijom. Posle ovoga za najkraće vreme Vi zajedno sa dinarcima treba da raščistite prostoriju između: Mostar — Konjic — Visoko — Travnik — Jajce — Livno. Dinarce postaći na jači rad i što hitniju organizaciju i aktivnu borbu protiv komunista i ustaša”.

## Vanjske poveznice
- Organizacija talijanske vojske na području Jugoslavije 1942. godine (tekst na engleskom)
- Nikola Milovanović: Draža Mihailović